# Taxa de transferência de dados
Em telecomunicações e em computação, taxa de transferência de dados é o número médio de bits, caracteres ou blocos convertidos ou processados por unidade de tempo que passam entre equipamentos num sistema de transmissão de dados. Comumente é medido em bits por segundo (b/s) ou seus múltiplos, por meio de um prefixo SI ou prefixo binário.
Taxas de transferência servem a várias funções. O tempo de resposta pode ajudar um administrador de rede a localizar com precisão onde estão os gargalos potenciais de uma rede. Ao analisar as taxas de transferência de dados e ajustá-las de acordo como medida preventiva, um sistema pode tornar-se mais eficiente e mais preparado para lidar com restrições extras de largura de banda em momentos de uso intenso.
Mecanismos de teste tais como loopbacks de fibra óptica podem ajudar a medir e conduzir testes de transferência de dados.
O bit rate útil de uma comunicação refere-se à capacidade de transferência de um canal excluindo os dados de controle transmitidos (para correção de erros, etc).

## Relação com multimídias
Em multimídia digital, o bit rate representa a quantidade de informação ou detalhe que está guardada por unidade de tempo numa gravação digital (áudio ou vídeo).
Este bit rate depende de diversos fatores:
- O material original pode ser digitalizado com diferentes frequências de amostragem;
- As amostragens podem usar números de bits diferentes;
- Os dados podem ser codificados com diferentes técnicas;
- A informação pode ser comprimida com diferentes técnicas de compressão ou em graus diferentes;

Normalmente, estes fatores são escolhidos consoante os objetivos a que se destina o som/vídeo e tem que existir uma troca entre a qualidade (mais bit rate = mais qualidade = mais tamanho) e o tamanho (menos bit rate = menos qualidade = menos tamanho).
multimídia digital:

### Áudio
Alguns exemplos de bit rates em áudio MP3:
- 24-32 kbps — qualidade AM.
- 96–128 kbps — qualidade FM / Standard. Mínimo aceitável em termos de alta fidelidade áudio.
- 160 kbps — qualidade comparável às fitas K-7 tipo II (cromo), no limite máximo de bias/headroom.
- 192 kbps — qualidade Digital Audio Broadcasting (DAB). Está a tornar-se o novo padrão para música MP3. Com este bit rate, apenas os ouvidos mais profissionais conseguem notar a diferença em relação a um CD.
- 224–320 kbps — 1ualidade aproximada à de CD.

Em outros tipos de áudio:
- 800 bps — qualidade mínima para ter uma voz reconhecível.
- 8 kbps — qualidade de transmissão de voz telefônica.
- 500 kbps a 1 Mbps — áudio sem qualquer perda de qualidade.
- 1411 kbps — formato de som PCM, equiparável ao CD "Compact Disc Digital Audio".

### Vídeo
Alguns exemplos de bit rates em vídeo:
- 16 kbps — qualidade de videofone
- 1.25 Mbps - qualidade de VCD (Vídeo CD), com compressão de vídeo MPEG-1
- 1.34 Mbps - qualidade de VCD (Vídeo CD), com compressão de vídeo e áudio MPEG-PS
- 5 Mbps – qualidade de DVD (com compressão MPEG-2)
- 8 até 15 Mbps - qualidade de HDTV (com compressão MPEG-4 AVC)
- 29.4 Mbps (no máximo) – qualidade HD DVD
- 62.5 Mbps (no máximo) – qualidade de disco Blu-ray[1][2][3]

## Tipos

### Constante
Quando nos referimos a codecs, a taxa de bit constante (em inglês: constant bitrate, constant bit rate, CBR; "taxa de fluxo de dados constante"), ou de codificação significa que o ritmo a que os dados de um codec de saída devem ser consumidos é constante. Refere-se à qualidade de serviço e é usada para a codificação de som e imagens. CBR é útil para streaming de conteúdo multimídia em canais de capacidade limitada, uma vez que é a taxa máxima de bits que importa, não a média, então CBR seria utilizada para aproveitar toda a capacidade. CBR não seria a escolha ideal para o armazenamento, não alocaria bastante dados para seções complexas (resultando em qualidade degradada), enquanto dados sobre desperdício de seções simples.
O problema de não atribuição de dados suficientes para as seções complexos poderia ser resolvido por escolha de uma alta taxa de bits (por exemplo, 256 kbit/s ou 320 kbit/s) para assegurar que não haverá bits suficientes para o processo de codificação inteira, embora o tamanho do arquivo no final seria proporcionalmente maior.
A maioria dos esquemas de codificação como codificação de Huffman ou run-length encoding produzem códigos de comprimento variável, tornando CBR perfeito difícil de alcançar. Isto é parcialmente resolvido através da variação da quantização (qualidade), e completamente resolvido pela utilização de enchimento. No entanto, CBR está implícito em um esquema simples, como reduzir todas as amostras de áudio de 16 bits para 8 bits.

### Variável
Usada para a codificação de som e imagens, a taxa variável (em inglês: variable vitrate, variable bit rate, VBR; "taxa de fluxo de dados variável") não leva a uma economia de espaço mais eficiente como a constante, no entanto, propicia uma melhor qualidade de áudio e imagem. Arquivos codificados com VBR apresentam uma variação na quantidade de informação guardada por segmento de tempo: assim, uma maior taxa é utilizada para segmentos mais complexos (que, como consequência, ocuparão mais espaço) e uma taxa reduzida é utilizada para aqueles segmentos de menor complexidade, fazendo com que o espaço ocupado seja menor nesses casos.